# Salvador del Solar
Salvador Alejandro Jorge del Solar Labarthe (Lima, 1 de mayo de 1970) es un abogado, actor, director cinematográfico y político peruano. Fue presidente del Consejo de Ministros del Perú durante el gobierno de Martín Vizcarra y Ministro de Cultura durante la gestión de Pedro Pablo Kuczynski.
Siendo premier del presidente Martín Vizcarra, solicitó en septiembre del 2019 una cuestión de confianza para modificar el proceso de selección de candidatos al Tribunal Constitucional, luego de que el Parlamento iniciara un proceso de selección que levantó críticas por su inusitada velocidad y falta de transparencia. Del Solar sustentó la solicitud y el Congreso pospuso su evaluación. El presidente Martín Vizcarra consideró que la cuestión de confianza fue denegada de facto. Ante ello, el primer ministro renunció al cargo y Vizcarra dispuso la disolución del Congreso.

## Biografía
Salvador del Solar nació el 1 de mayo de 1970 en Lima, hijo de Salvador del Solar Figuerola y Elvira Labarthe Flores. Es tataranieto del educador Pedro Labarthe Effio y del jurista Pedro Alejandrino del Solar, quien fue presidente del Consejo de Ministros y vicepresidente de la república.
Realizó sus estudios escolares en la Escuela Inmaculado Corazón y luego en el Colegio Santa María Marianistas de la ciudad de Lima. Formó parte del equipo de la selección nacional de polo acuático (1984-1991).
En 1988, inició sus estudios superiores en las facultades de Letras y Derecho de la Pontificia Universidad Católica del Perú, en donde se graduó como abogado (1994) con mención sobresaliente. Durante su estadía en la facultad de Derecho, fue fundador y director de la revista Ius et Veritas y jefe de prácticas de varias cátedras. Asimismo, ejerció sus prácticas profesionales en el estudio Rodrigo, Elías & Medrano y luego pasó al estudio Benítez, Mercado & Ugaz.
Posteriormente, realizó una maestría en Relaciones Internacionales en la Escuela Maxwell de Ciudadanía y Asuntos Públicos de la Universidad de Siracusa con especialización en Comunicación y Negociación Intercultural (2002). Además, estudió el programa de Análisis y Resolución de Conflictos en la misma escuela.
Luego de su grado de maestría, al retornar a Perú, fue invitado a dictar el Curso de Comunicación Política en la Facultad de Ciencias y Artes de la Comunicación de la PUCP (2003-2005) y condujo el programa de actualidad política "Esta Semana", transmitido por Canal N (2003-2004).
Fue investigador visitante del Centro David Rockefeller para Estudios Latinoamericanos de la Universidad de Harvard para el período académico 2018-2019.

## Carrera como actor y en dirección cinematográfica
Estudió actuación en el taller de Alberto Ísola, iniciando posteriormente una carrera en el teatro, que ha incluido las obras como Presas de Salón, Ojos Bonitos, Cuadros Feos, Hamlet, El Gran Teatro del Mundo y El Rey Lear, tras las cuales viajó a Colombia para continuar con su carrera.
Participó en las telenovelas Malicia (1996), Escándalo (1997) y Apocalipsis (1998) de Iguana Producciones, bajo la producción de Luis Llosa.
En 1999, con Angie Cepeda protagonizó la película Pantaleón y las visitadoras de Francisco Lombardi, basada en la novela homónima de Mario Vargas Llosa; la película resultó un éxito entre el público y la crítica. El mismo año, protagonizó la telenovela Pobre diabla, de nuevo junto con Angie Cepeda. La telenovela fue un éxito entre las producciones peruanas, lo que llevó a exportarla a países americanos y europeos.
En 2003 condujo el programa político Esta semana en Canal N.
En 2006, fue parte de la telenovela colombiana Amores de mercado de RTI Televisión y Telemundo. Al año siguiente participó en Sin vergüenza y luego fue antagonista en La traición, telenovelas también producidas por dichas televisoras.
En 2009, regresó a Perú para participar en la serie El enano.
En 2011 protagonizó la telenovela Amar y temer, producida por Caracol Televisión y Sony Pictures Television. Ese mismo año también protagoniza la serie Correo de inocentes de RCN Televisión.
Salvador regresó a Perú en 2012 para ser jurado del 16° Festival de Cine de Lima. También grabó para la serie El Capo 2, interpretando al abogado Rubén Castro.
En 2013, Del Solar participó en la película El elefante desaparecido de Javier Fuentes León, donde compartió créditos con los actores colombianos Angie Cepeda y Andrés Parra. El filme fue estrenado al año siguiente.
En 2014, Del Solar debutó como director de cine con la película Magallanes.
En 2016, participó en la serie de ciencia ficción 2091 de FOX Latinoamérica.

## Carrera política

### Ministro de Cultura

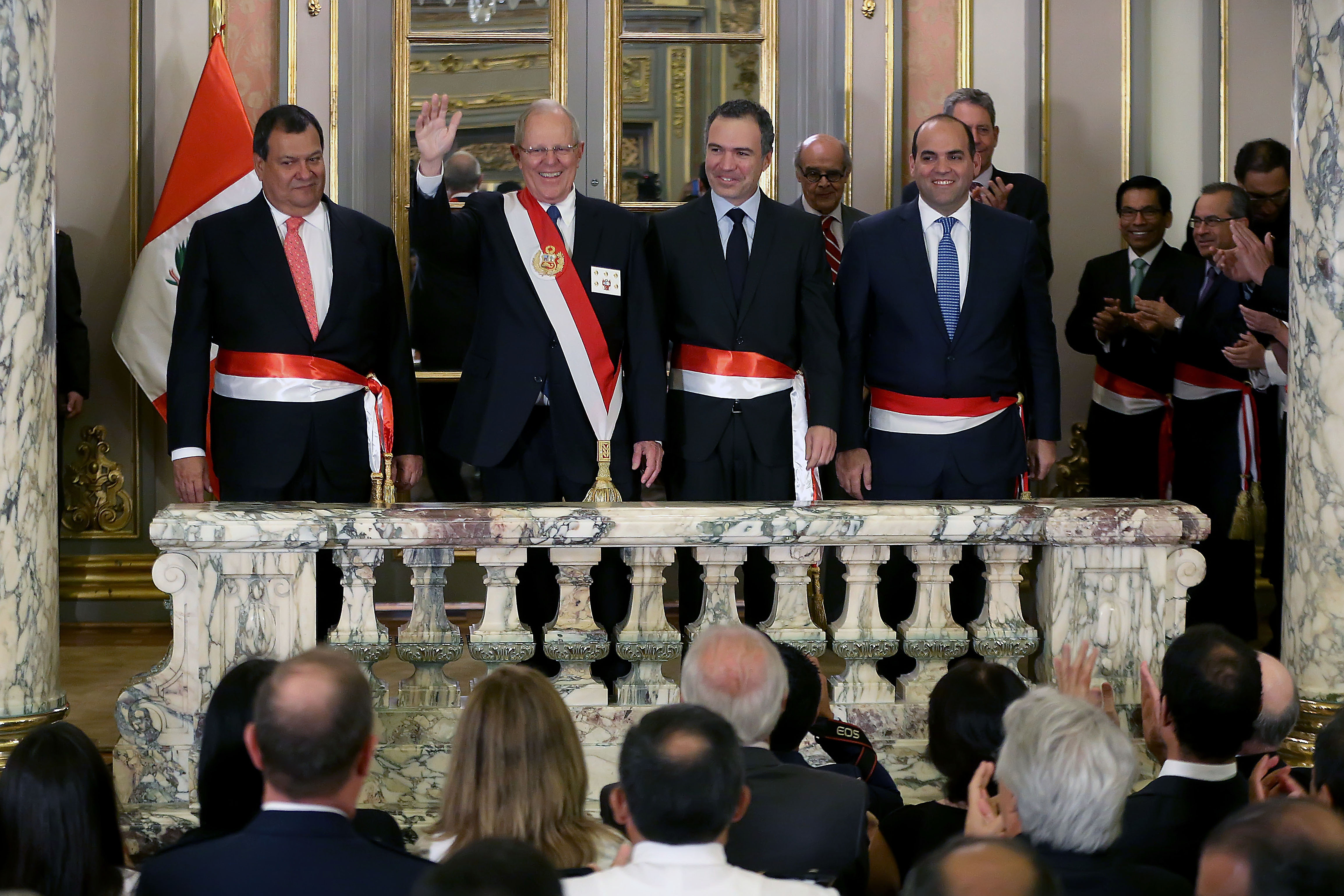
Salvador del Solar, junto el presidente Pedro Pablo Kuczynski, y los demás ministros, luego de su juramentación como ministro de Cultura.

El 5 de diciembre de 2016, fue nombrado ministro de Cultura por el presidente Pedro Pablo Kuczynski.
Como Ministro de Cultura, promovió la iniciativa ministerial para la nueva Ley de Cine, la cual buscó aumentar las subvenciones a las obras cinematográficas peruanas, incluso hasta el 30% de la inversión del proyecto. Del Solar también participó en proyecto para el relanzamiento del Museo de la Nación y la construcción del Museo Nacional en Lurín.
Renunció al cargo el 27 de diciembre de 2017 tras el indulto concedido a Alberto Fujimori por el presidente Kuczynski.

### Presidente del Consejo de Ministros
El 11 de marzo de 2019 juramentó como el Presidente del Consejo de Ministros del Perú del gobierno del presidente Martín Vizcarra, en reemplazo de César Villanueva. Dos semanas más tarde, Del Solar se reunió con el presidente del Congreso Daniel Salaverry para anunciar su pronta visita al Congreso de la República y solicitar una cuestión de confianza (conocida como voto de investidura).
El 4 de abril se presentó ante el Parlamento para exponer, de acuerdo a ley, la política general del gobierno y las medidas que tomaría su gestión como jefe del Gabinete. Del Solar inició su exposición analizando la coyuntura nacional y el descontento de la población con los partidos políticos y las instituciones. Asimismo, expuso sobre los principales ejes del gobierno: integridad y lucha contra la corrupción, fortalecimiento institucional, crecimiento económico, desarrollo social y descentralización. Con 46 a favor, 27 en contra y 21 abstenciones fue aprobado el voto de confianza al Gabinete Ministerial, siendo esta en dos décadas la menor votación obtenida a favor de un Consejo de Ministros.
El 4 de junio Del Solar planteó una segunda cuestión de confianza al Parlamento para que este discuta seis proyectos de ley de Reforma Política. El Congreso aprobó la cuestión de confianza con 77 votos a favor, 44 en contra y 3 abstenciones.

### Disolución del Congreso
El 30 de septiembre de 2019 solicitó una tercera cuestión de confianza para modificar el proceso de selección de candidatos al Tribunal Constitucional, el cual había levantado diversas críticas por su velocidad y falta de transparencia. Sin embargo, el Parlamento presidido por Pedro Olaechea decidió continuar con el proceso de selección de magistrados, posponiendo la decisión respecto a la cuestión de confianza para la tarde del mismo día. En el acto, Gonzalo Ortiz de Zevallos fue designado, con 87 votos a favor, como magistrado del Tribunal Constitucional.
El presidente Martín Vizcarra, luego de la actuación parlamentaria, dio un mensaje a la Nación, en donde afirmó que la cuestión de confianza fue denegada de manera fáctica, por lo que procedió con la aceptación de la renuncia de Del Solar y la posterior disolución del Congreso de acuerdo a lo establecido en la Constitución. En paralelo el Congreso aprobaba con 57 votos a favor, 31 en contra y 13 abstenciones la cuestión de confianza.
A las pocas horas, Vizcarra juramentó al entonces Ministro de Justicia y Derechos Humanos, Vicente Zeballos, como nuevo presidente del Consejo de Ministros, quien firmó finalmente el decreto de disolución.

### Posiciones políticas

#### A favor del enfoque de género
Del Solar es abiertamente progresista. Durante su rol político se ha mostrado completamente a favor del enfoque de género, igualdad de oportunidades entre hombres y mujeres, diversidad sexual, entre otros.
En 2017 el arzobispo de Arequipa Javier del Río Alba aprovechó su presencia como ministro de Cultura para solicitar que a través de su intermediación el Ministerio de Educación evite confusiones sobre ideología de género.

“Queda prohibido en todo los colegios del Perú introducir la ideología de género, no cuesta nada hacerlo...y queda demostrado que el presidente de la República, y todos ustedes dicen la verdad...es un humilde pedido del pueblo de Arequipa”, Javier del Río.

Sin embargo, Del Solar negó el pedido y respondió haciendo un llamado a la tolerancia y a la no discriminación: 

Cuando Jesus dijo amaos los unos a los otros, no quiso decir que nos amemos a los idénticos, sino tengamos un amor sin límites como el Señor de la Amargura. Tengo la impresión de que como sociedad le estamos poniendo la cruz a personas que consideramos que no entran en los moldes de nuestra manera de ver las cosas. Creo que esa reflexión cabe. Vale la pena que reflexionemos y pensemos si tal vez no somos injustos, si juzgamos a personas tan peruanas como nosotros, seguramente tan católicas como nosotros, a las que hoy les ponemos esa cruz.(...)

Semanas después, el Arzobispo declaró que el ministro "manipuló" una frase bíblica para sacarla de contexto.

## Filmografía

### Dirección
- Magallanes (2015) — Director

### Conducción
- Esta semana (2003) - Presentador, Canal N.

### Actuación

#### Películas
- Doble (2017) — Federico
- El elefante desaparecido (2014) —  Edo Celeste
- Saluda al diablo de mi parte (2012) — Moris
- Postales a Copacabana (2009) — Felipe
- El acuarelista (2008) — Ernesto
- Piratas en el Callao (2005)
- Muero por Muriel (2004)
- El atraco (2004)
- Bala perdida (2001)
- El bien esquivo (2001) — Carbajal
- Pantaleón y las visitadoras (1999) — Pantaleón Pantoja
- A la medianoche y media (1999)
- Coraje (1998)

#### Teleseries
- Delirio (2024) — Carlos Vicente Londoño[35]
- Cien años de soledad (2024) — General Moncada[36]
- El regreso de Lucas (2016) — Reynaldo Díaz
- 2091 (2016) — Gorlero
- Narcos (2015) — Padre Sobrino
- Cumbia Ninja (2015) — Fiscal Diego Bravo
- Socias (2010)
- El enano (2009) — Vinnie Santamaría

#### Unitarios
- Sin retorno (2008)
- Tiempo final (2008) — Benítez
- Decisiones (2007)

#### Telenovelas
- La ley del corazón (2016)
- Amor de madre (2015) — Esteban Bermúdez (participación especial)
- Comando Elite (2013) — Coronel Ignacio Saravia (Brigadier General al final de la serie)
- El Capo 2 (2012) — Rubén Castro
- Correo de inocentes (2011) — Sergio Gaviria
- Amar y temer (2011) como Simón "El destructor" Oviedo
- La traición (2008) — Arturo de Linares
- Sin Vergüenza (2007) — Julián
- Amores de mercado (2006) — Eulalio Ocando
- Pobre diabla  (2000) — Andrés Mejía-Guzmán
- Cosas del amor (1998) — Luis Salinas
- Apocalipsis (1997) — Esteban Quiroga/Talí
- Escándalo (1997) — Eduardo "Lalo" Dupont
- Lluvia de arena (1996)
- Malicia (1996) — Antonio
- Los Unos y los Otros (1995)

#### Obras de teatro
- El teniente de Inishmore (2010)
- Una pulga en la oreja (2009)
- El Hombre Almohada (2006) como Tupolski
- El mercader de Venecia (2005)
- Actos indecentes (2005)
- Enrique V (2005)
- El gran teatro del mundo (1999)
- El rey Lear (1999) como Edmud[37]
- Cómo te da la gana (1998)
- Ojos bonitos, cuadros feos (1996)
- El dedo en el ojo (1996)
- Séptimo Cielo (1995)
- Hamlet (1995)
- Las leyes de la hospitalidad (1994)
- En algún lugar del corazón (1994)
- Presas del salón (1993)

## Premios y reconocimientos
Festival Internacional de Cine de San Sebastián
| Año  | Categoría                    | Película   | Resultado |
| ---- | ---------------------------- | ---------- | --------- |
| 2014 | Premios Cine en Construcción | Magallanes | Ganador   |

- Mejor Actor del Año en Televisión por el papel de "Lalo" Dupont en la telenovela Escándalo / Revista TV+, del diario El Comercio / Perú / 1997.
- Mejor Actor de Telenovelas por su participación en la telenovela Pobre Diabla / América Televisión / Perú / 2001.
- Premio al Mejor Actor por su participación en la cinta Pantaleón y las Visitadoras, en los Festivales Internacionales de Cine de Cartagena de Indias, Colombia / 2000; de Troia, Portugal / 2000; de Gramado, Brasil / 2000; y de Santo Domingo, República Dominicana / 2001.
- Premio revista TeleNovelas de Bulgaria como Mejor Actor Antagónico por su participación en la telenovela Amores de Mercado / Bulgaria, 2007.

## Cargos públicos
| Predecesor: César Villanueva       | Presidente del Consejo de Ministros del Perú 11 de marzo de 2019 - 30 de septiembre de 2019 | Sucesor: Vicente Zeballos        |
| Predecesor: Jorge Nieto Montesinos | Ministro de Cultura del Perú 5 de diciembre de 2016 - 27 de diciembre de 2017               | Sucesor: Alejandro Neyra Sánchez |